# Lennusadam

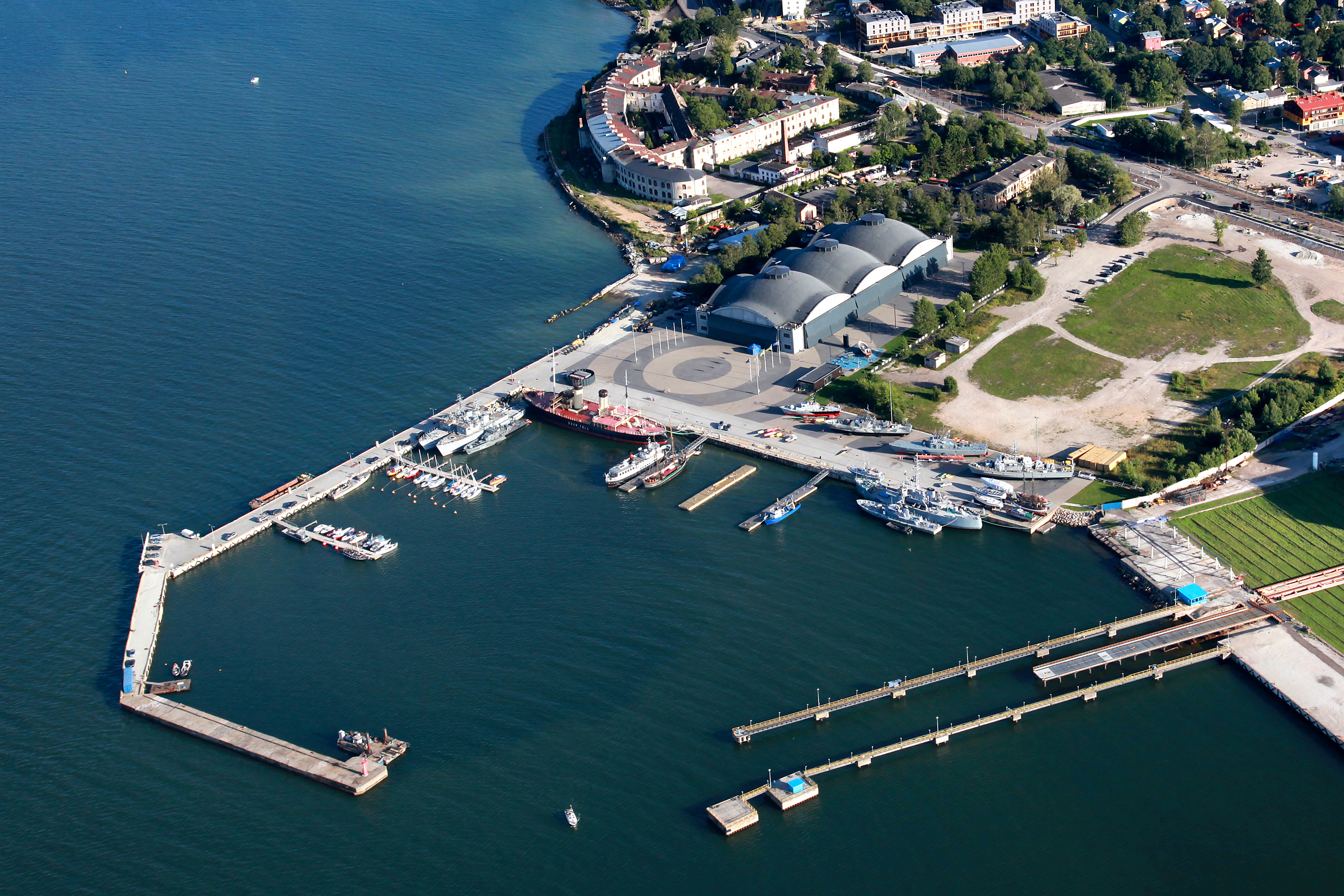
Muzeum widziane z lotu ptaka

Lennusadam (baza wodnosamolotów) – filia Eesti Meremuuseum w Tallinnie, mieszcząca się w hangarze wodnosamolotów zbudowanym w 1917 roku oraz jego najbliższym otoczeniu. Muzeum wystawia wiele eksponatów związanych z morską historią ziem estońskich, największymi z nich są lodołamacz „Suur Tõll” i okręt podwodny „Lembit”.

## Historia bazy
Rewel był przed wojną jedną z głównych morskich baz Imperium Rosyjskiego. W 1913 roku zdecydowano się na zwiększenie potencjału obronnego Morskiej Twierdzy Piotra Wielkiego broniącej dostępu do portu, poprzez budowę hangaru lotniczego dla wodnosamolotów. Projekt stworzyli szwedzcy inżynierowie – Herluf Forchhammer i Sven Schultz – zatrudnieni przez duńską firmę Christiani & Nielsen. Prace budowlane rozpoczęto w marcu 1916 roku, przerwano zaś 17 października 1917, po lądowaniu Niemców na Wyspach Monsumdzkich. Gdy 25 lutego 1918 Niemcy wkroczyli do Tallinna, zastali niemal gotowy hangar, który wkrótce zaczęli wykorzystywać między innymi do przechowywania samolotów Friedrichshafen FF.41A. Hangar o wymiarach 36 na 109 metrów był największym w chwili powstania budynkiem żelbetowym.
W listopadzie 1918 roku bazę zajęli Estończycy. Z pozostawionych przez Niemców części złożyli swój pierwszy samolot, stał się on zalążkiem powołanego w marcu 1919 roku Dywizjonu Lotnictwa Morskiego. Dywizjon został w 1932 roku przekształcony w brygadę, składającą się z czterech samolotów Hawker Hart i dwóch Avro 626. Lennusadam służył jako ośrodek wypoczynkowy jednostki, znajdowały się w nim sala gimnastyczna i kort tenisowy.  W 1933 roku przy hangarze lądował Charles Lindbergh wraz z żoną. W 1940 roku baza została przejęta przez wojska sowieckie, była przez nie używana do 1992 roku.
Po odzyskaniu niepodległości przez Estonię do floty weszły dwie muzealne jednostki – okręt podwodny „Lembit” i lodołamacz „Suur Tõll”. Ponieważ z czasem ich liczba rosła, Eesti Meremuuseumm postanowiło znaleźć dogodne miejsce do ekspozycji. W sierpniu 2003 roku zdecydowano się przekształcić bazę wodnosamolotów w filię muzeum. W ciągu czterech lat uporządkowano teren, zaś w 2010 roku rozpoczęto remont samego hangaru, zakończony w maju 2012. Uroczyste otwarcie Lennusadam odbyło się 11 maja 2012 roku. Dokonali go prezydent Estonii Toomas Hendrik Ilves, wiceadmirał Royal Navy Charles Montgomery i dyrektor Eesti Meremuuseum Urmas Dresen.

## Organizacja muzeum
W skład Lennusadam wchodzą trzy ekspozycje.

### Basen przy hangarze
Stałą ekspozycją Lennusadam jest liczący ponad sto lat lodołamacz „Suur Töll”. Został on zakotwiczony w pobliżu hangaru już 26 stycznia 2004 roku. W czasie swej długiej służby kilkukrotnie zmieniał banderę i imię. Zwodowany jako „Car Mikołaj Fiodorowicz” był jedną z najbardziej zaawansowanych technicznie jednostek tego typu na świecie. W 1917 roku został przez bolszewików przemianowany na „Wołyńca”. W marcu 1918 roku został przejęty przez Finów, którzy zmienili mu nazwę na „Wäinämöinen”. W 1922 roku Finowie przekazali lodołamacz Estończykom, gdzie otrzymał obecną nazwę. Po przejęciu floty estońskiej przez sowietów lodołamacz powrócił do wcześniejszej nazwy „Wołyniec”, by ponownie rozstać się z nią w październiku 1988 roku. Na przełomie 2013 i 2014 roku Suur Töll przechodził gruntowną renowację.
Oprócz lodołamacza można zobaczyć tu okresowo jednostki niebędące własnością muzeum, oczekujące na swój los po zakończeniu służby.

### Jednostki wyciągnięte na ląd
W skład muzeum wchodzą byłe okręty Estońskiej Marynarki Wojennej i Estońskiej Straży Granicznej z okresu po odzyskaniu niepodległości, wyciągnięte na ląd. Znajduje się tam między innymi okręty patrolowe „Grif” (P 401) i „Suurop” (P 421), trałowiec „Kalev” (M 416) i kuter patrolowy „Torm” (PVL 105).  Przy wejściu do muzeum znajduje się kopia pierwszego okrętu podwodneego Ottomara Gerna.

### Hangar wodnosamolotów
Głównym punktem Lennusadam jest ekspozycja znajdująca się w hangarze wodnosamolotów. Centralnym eksponatem jest „Lembit” – okręt podwodny typu Kalev. „Lembit” został wybudowany w Wielkiej Brytanii na zamówienie przedwojennej Eesti Merevägi. Wszedł do służby w 1937 roku, przetrwał okres okupacji radzieckiej, pod koniec której został okrętem muzealnym. Był remontowany w 2001 roku, w 2002 został przeholowany w pobliże hangaru, gdzie był udostępniony zwiedzającym. Został od wyciągnięty z wody 19 maja 2011 roku, a w nocy 6/7 lipca przetoczono go do hangaru .
Do innych większych eksponatów należy wrak statku z Maasilinny (zamku w pobliżu Maasi). Szacuje się, że został on zbudowany około 1550 roku. Jest on obecnie jedynym znanym statkiem zbudowanym w średniowieczu w tej okolicy. W muzeum znajduje się również replika wodnosamolotu Short Type 184 produkcji brytyjskiej, którego osiem egzemplarzy było wykorzystywane przez Estońskie Siły Powietrzne w latach 1919–1933. Budowa repliki rozpoczęta została wiosną 2010 roku przez jeden z estońskich klubów lotniczych, w marcu 2012 roku eksponat zawieszono pod sufitem hangaru.
W muzeum wystawione są także inne pojazdy wodne i lądowe oraz ekspozycje artylerii morskiej, broni podwodnej, min morskich i oznakowania nawigacyjnego. Do innych atrakcji należą zdalnie sterowane modele jednostek wodnych, przebieralnia z mundurami i trenażer karabinu maszynowego Browning M2.

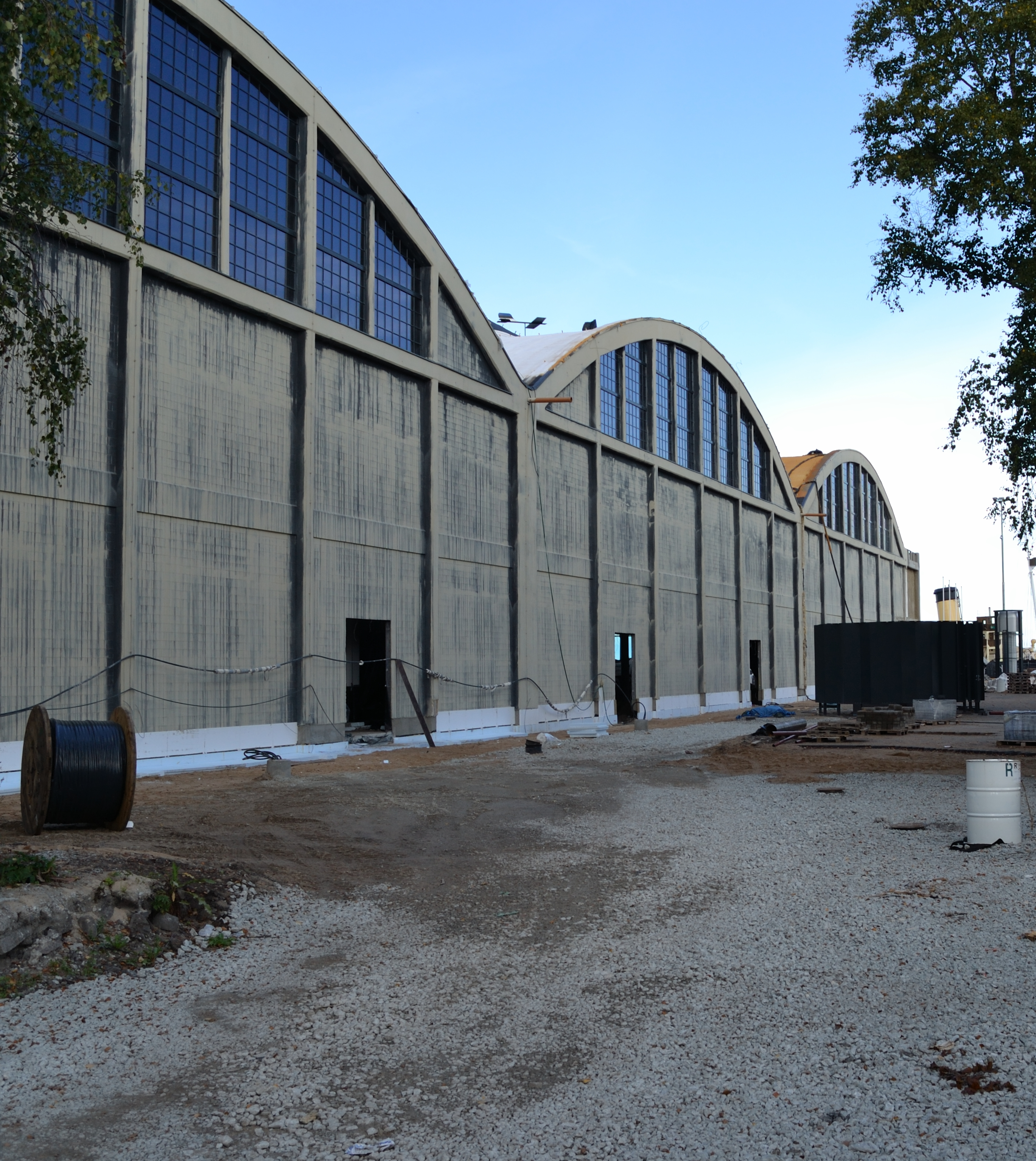
Hagar wodnosamolotów
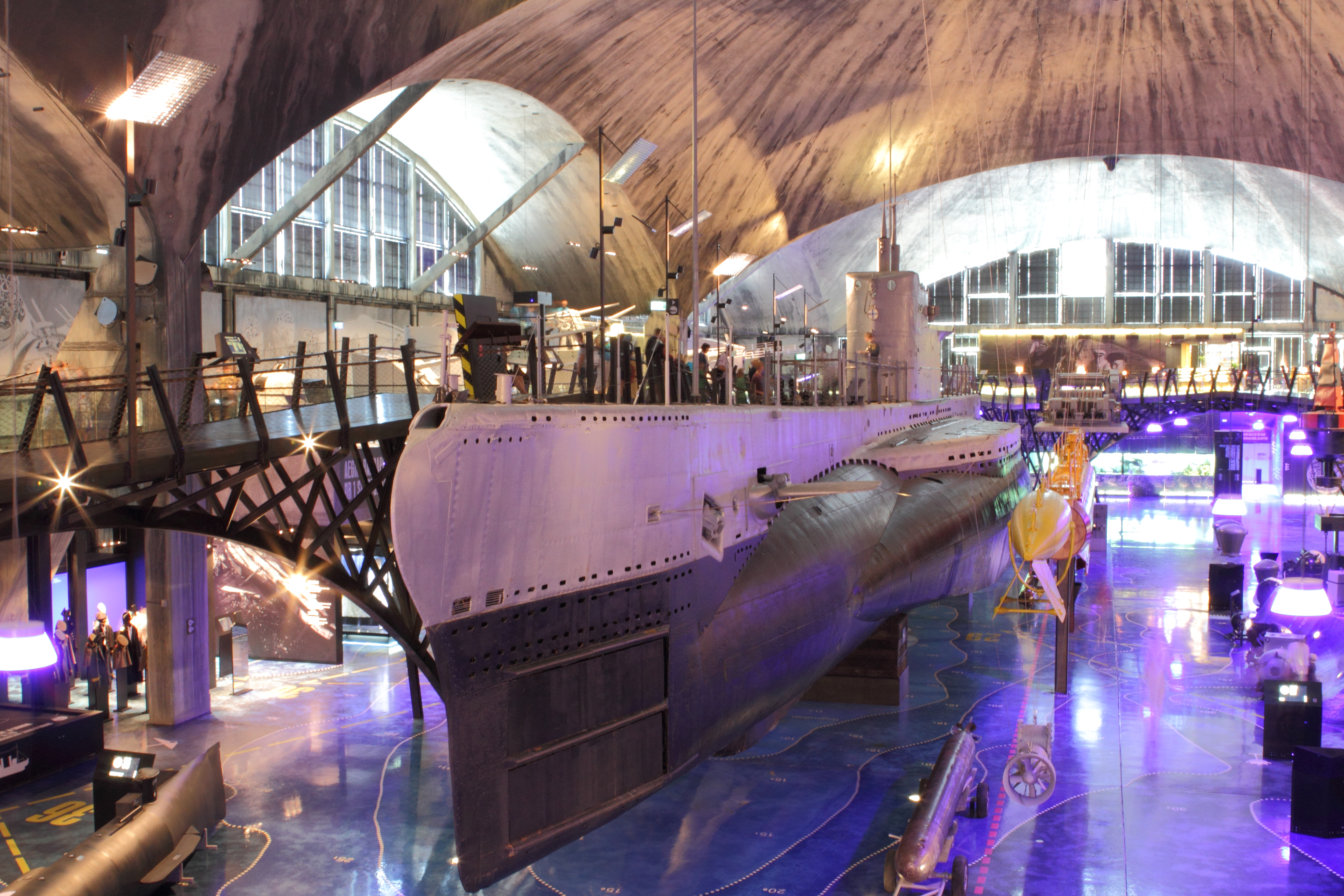
„Lembit”
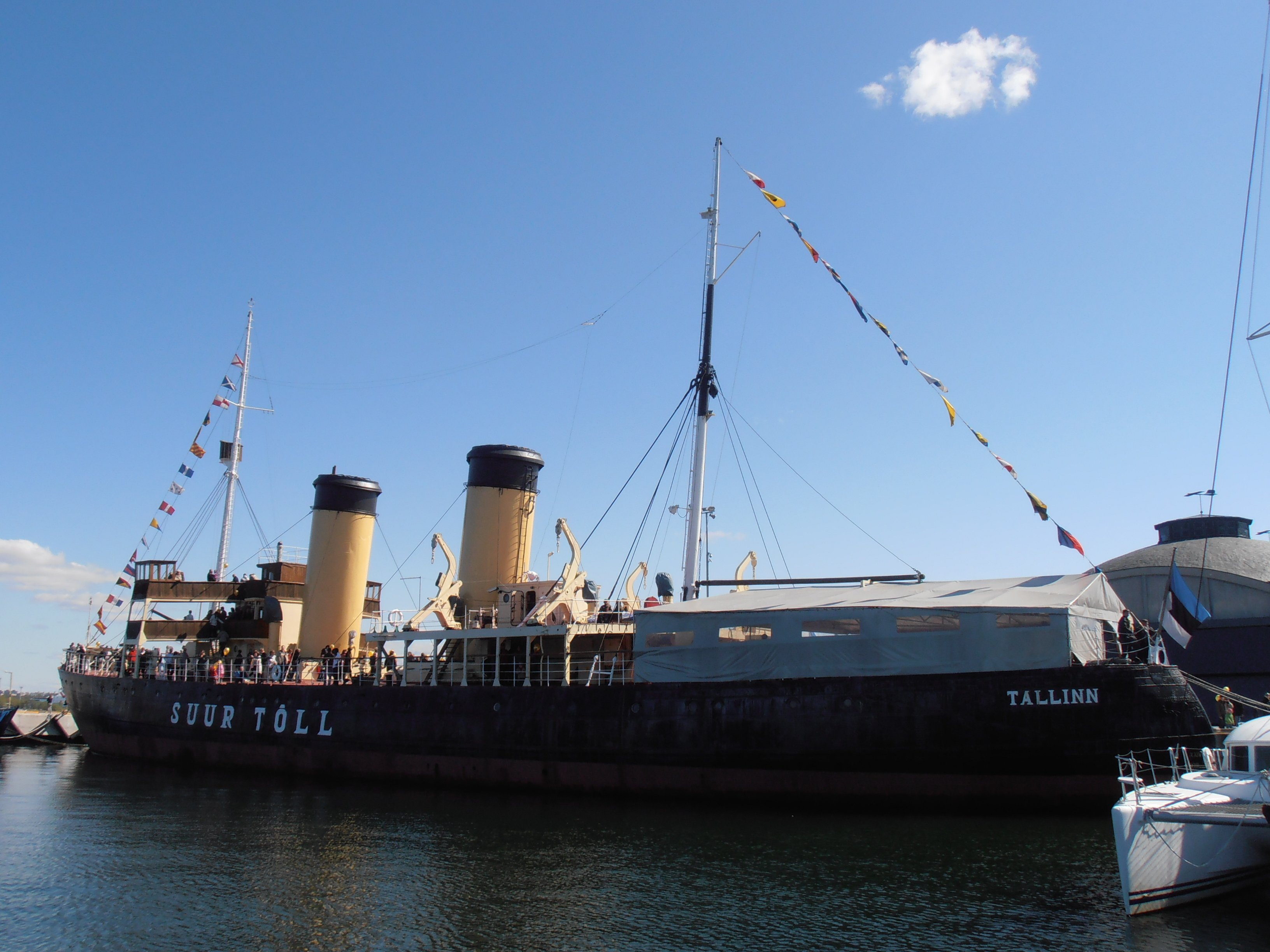
„Suur Tõll”
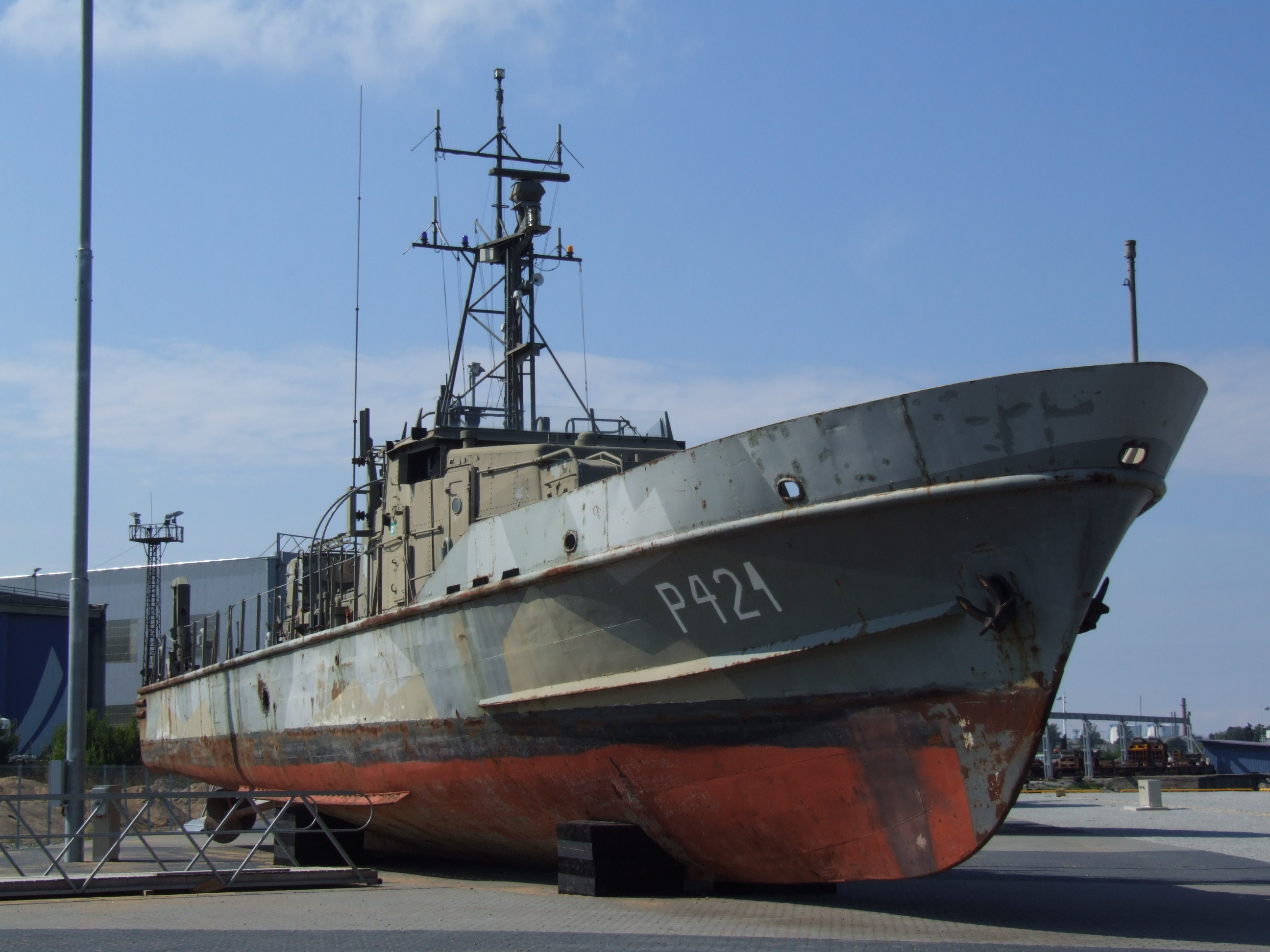
„Suurop” (P421)
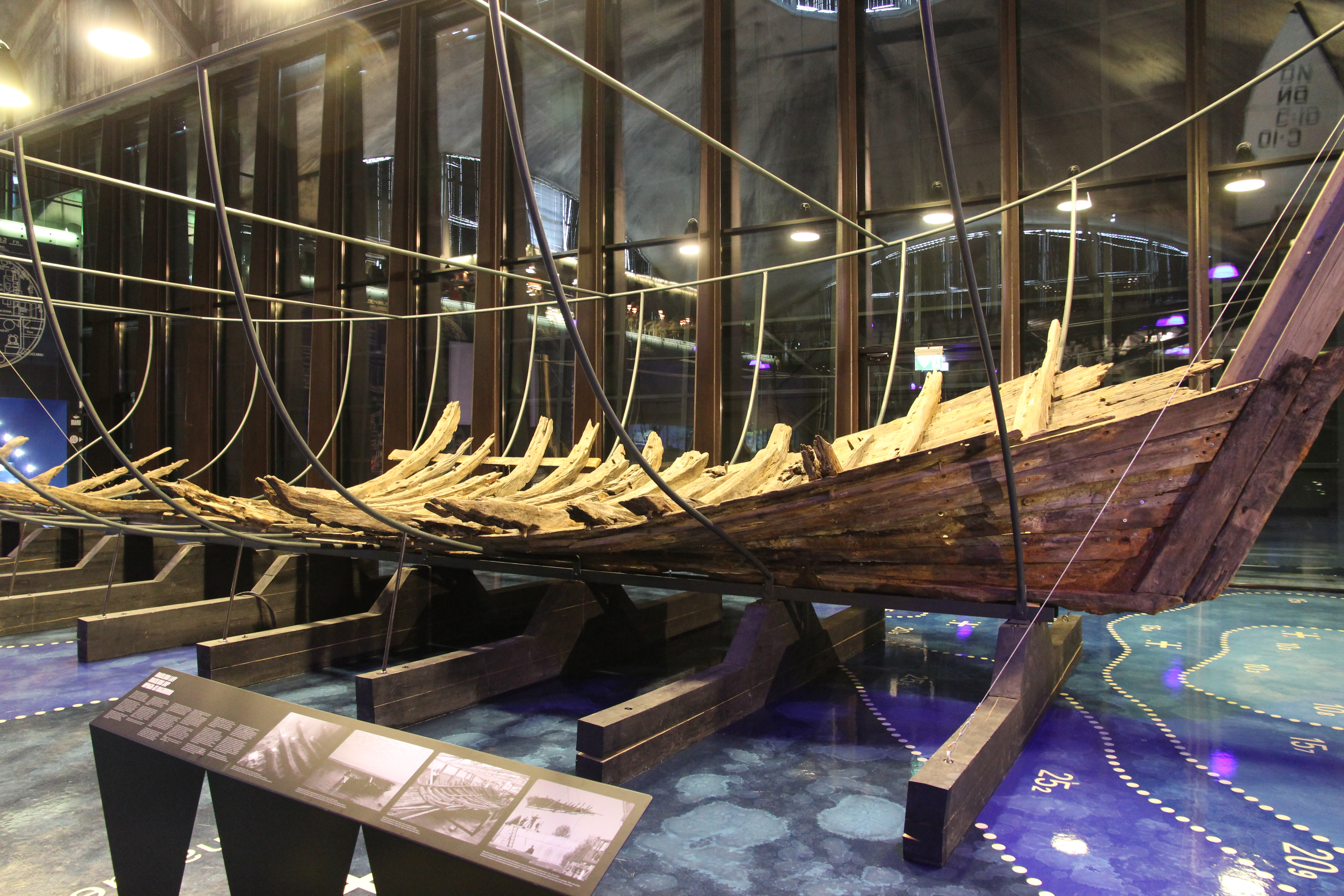
Statek z Masslinna
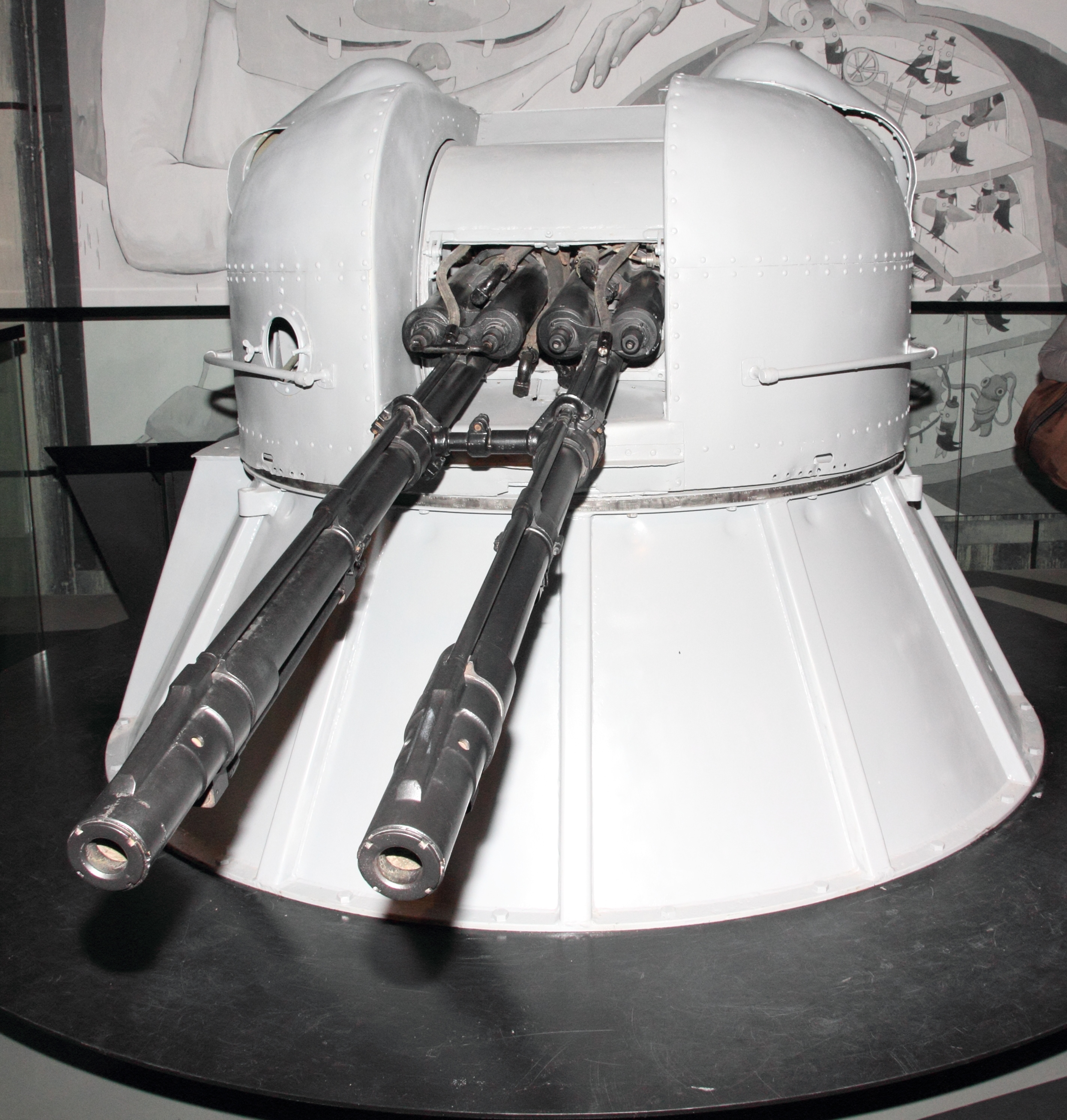
AK-230